# Europæiske flag
Dette er en oversigt over nationale og overnationale flag i Europa:

## Internationale og overnationale flag
- EU's flag
- Nordisk Råds flag

## EU-lande
- Belgiens flag
- Bulgariens flag
- Cyperns flag
- Danmarks flag
- Estlands flag
- Finlands flag
- Frankrigs flag
- Grækenlands flag
- Hollands flag
- Irlands flag
- Italiens flag
- Kroatiens flag
- Letlands flag
- Litauens flag
- Luxembourgs flag
- Maltas flag
- Polens flag
- Portugals flag
- Rumæniens flag
- Slovakiets flag
- Sloveniens flag
- Spaniens flag
- Storbritanniens flag
- Sveriges flag
- Tjekkiets flag
- Tysklands flag
- Ungarns flag
- Østrigs flag

## Territorier i Europa underlagt lande i EU
- Færøernes flag
- Gibraltars flag
- Guernseys flag
- Isle of Mans flag
- Jerseys flag
- Ålands flag

## SNG-lande
- Armeniens flag
- Aserbajdsjans flag
- Hvideruslands flag
- Kasakhstans flag
- Moldovas flag
- Ruslands flag

## Andre europæiske nationer
- Albaniens flag
- Andorras flag
- Bosnien-Hercegovinas flag
- Georgiens flag
- Islands flag
- Liechtensteins flag
- Makedoniens flag (republik)
- Monacos flag
- Montenegros flag
- Norges flag
- San Marinos flag
- Schweiz' flag
- Serbiens flag
- Tyrkiets flag
- Ukraines flag
- Vatikanstatens flag

## Omstridte områder
- Abkhasiens flag
- Donetsks flag
- Kosovos flag
- Lugansks flag
- Nagorno-Karabakhs flag
- Nordcyperns flag
- Sydossetiens flag
- Transnistriens flag